# Mullet

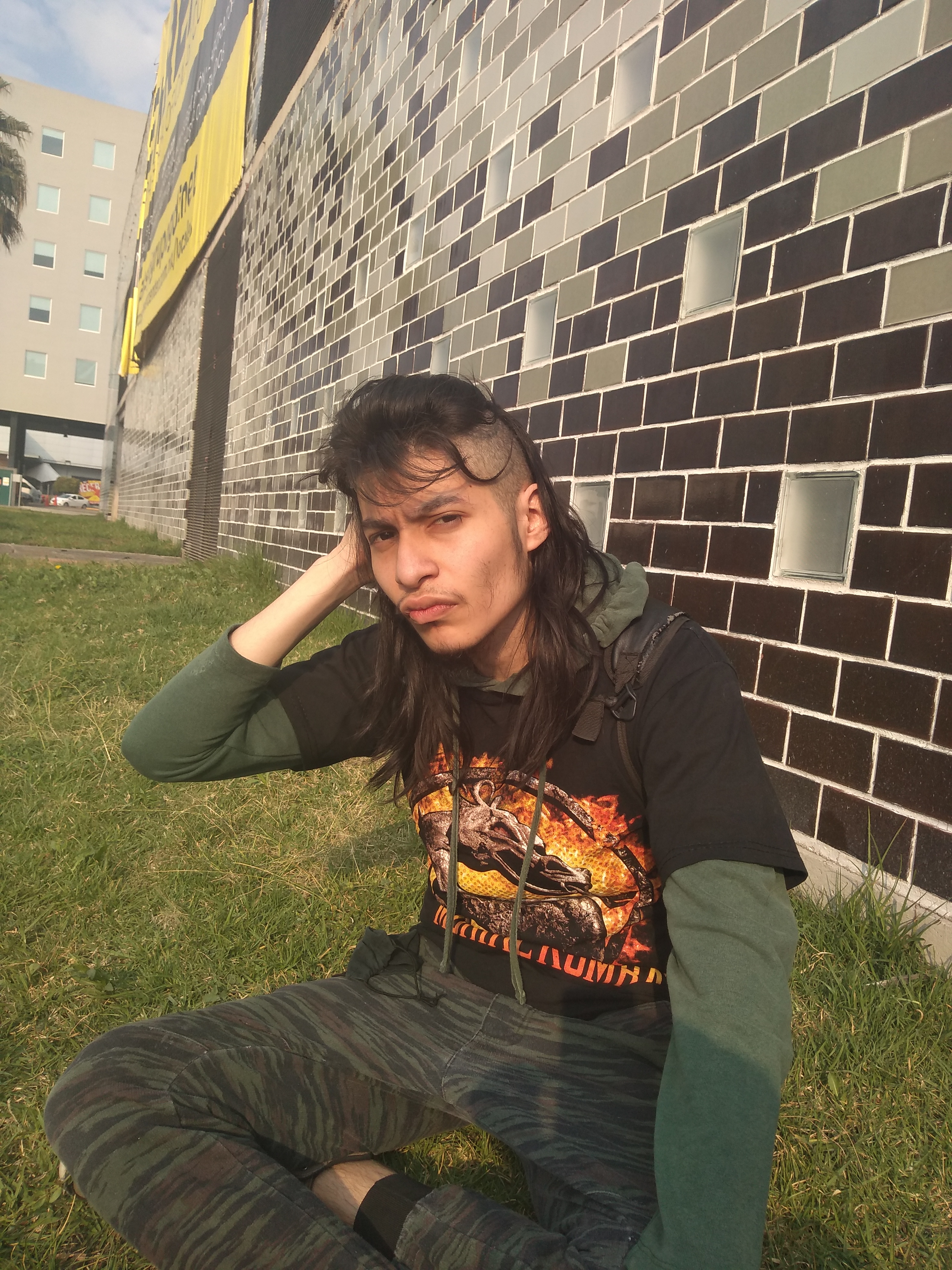
Homem usando mullet em 2022, ano do século 21 em que o corte ressurgiu e ganhou popularidade desde seu auge na década de 1980.

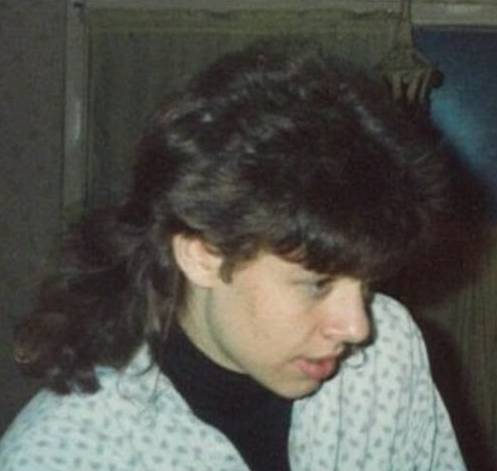
Homem com mullet clássico, típico dos anos oitenta.

O mullet é um penteado em que o cabelo é mais curto na frente, em cima e nas laterais, mas é mais comprido atrás. Com o tempo, foram criadas diversas variações dele, como deixar o cabelo comprido na frente e atrás e raspar dos dois lados, cortar o cabelo o mais pequeno possível e modelá-lo para adotar o penteado, ou deixar o cabelo o mais comprido possível frente e costas sem perder o estilo tradicional da mullet.

## Etimologia
De acordo com o Oxford English Dictionary, o uso do termo mullet para descrever este penteado foi "aparentemente cunhado, e certamente popularizado, pelo grupo americano de hip-hop Beastie Boys", que usou "mullet" e "cabeça de mullet" como epítetos na sua canção "Mullet Head" de 1994, combinando-o com uma descrição do corte de cabelo: "número um na lateral e não toques nas costas [em inglês:  back], número seis na parte superior e não cortes estranho [em inglês:  wack], Jack." Eles expuseram detalhadamente o assunto num artigo de seis páginas intitulado "Mulling Over The Mullet" na edição 2 (1995) da sua revista Grand Royal, oferecendo uma seleção de nomes alternativos para o corte, incluindo "Corte de Cabelo de Jogador de Hóquei " e "Roqueiro de Futebol".

### Etimologia falsa
No podcast Decoder Ring da Slate, Willa Paskin discutiu a etimologia do termo, observando que o Oxford English Dictionary creditou à revista automotiva australiana Street Machine a primeira descrição publicada do termo em 1992, anterior aos Beastie Boys. A Decoder Ring descobriu que a imagem da revista havia sido falsificada; num pedido de desculpas de 2018 postado no imgur, o criador admitiu ter falsificado o texto, ajustando as datas da revista e apresentado provas.

## História da moda

### Na antiguidade
Uma estatueta de metal, datada do século I d.C. e encontrada durante os preparativos para um novo estacionamento em Wimpole Estate, Inglaterra, em 2018, foi levantada a hipótese por arqueólogos que os nativos da antiga Grã-Bretanha durante a ocupação romana poderiam ter usado o cabelo de forma semelhante ao mullet.
No século VI, o estudioso bizantino Procópio escreveu que algumas fações de jovens do sexo masculino usavam cabelos compridos na parte de trás e cortavam-nos curtos na testa. Este estilo não romano foi denominado como o visual "Huno".
O investigador Alan Henderson descreve o penteado antigo como útil, pois mantinha o cabelo longe dos olhos, mas proporcionava calor e proteção para o pescoço.

### América nativa
Em Mourt's Relation, o autor Edward Winslow descreveu o primeiro encontro dos peregrinos de Plymouth com os nativos americanos, Samoset dos Abenaki em 1621:

Ele era um homem alto e reto, de cabelo preto, comprido atrás e curto à frente, sem nenhum no rosto; ... Mourt's Relation

### Bornéu nativo

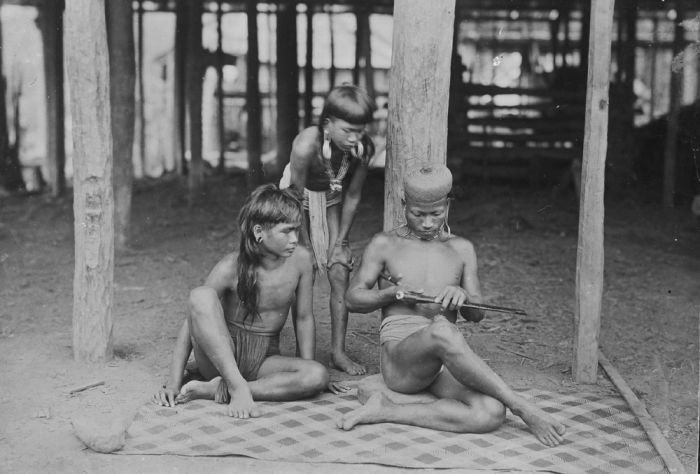
Povo Kayan (Bornéu) com penteado mullet.

Algumas tribos de Bornéu também usam penteados mullet, incluindo Dayak Kayan, Kenyah e Iban.

### Década de 1960
Tom Jones exibiu um mullet em duas das suas três apresentações do seu hit "It's Not Unusual" em 1965 no The Ed Sullivan Show, em 2 de maio de 1965 e em 13 de junho de 1965.

### Década de 1970

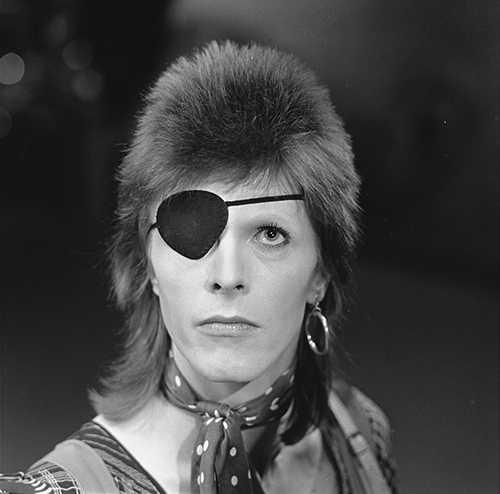
David Bowie com um mullet em 1974.

Os mullets foram usados pelas estrelas do rock David Bowie, Rod Stewart, Keith Richards e Paul McCartney no início dos anos 1970. Ao escrever o elogio de Neil Peart em janeiro de 2020, Greg Prato afirmou que Peart tinha mullet, com base nas suas observações de um vídeo de 1974, sugerindo ainda que "ele também pode ter sido um dos primeiros roqueiros a usar outro penteado - o rabo de rato", baseado num vídeo de 1985, "The Big Money".

### Década de 1980
Na Austrália, nos Estados Unidos e no Reino Unido na década de 1980, os mullets estavam "em todo o lado", de acordo com Tess Reidy escrevendo no The Guardian em 2019. A década de 1980 também foi o ponto alto da popularidade do mullet na Europa continental.
Também na década de 1980, o mullet passou a fazer parte da cultura lésbica, onde passou a ser utilizado como forma de identificar-se como membro daquela cultura em público.

### Década de 1990

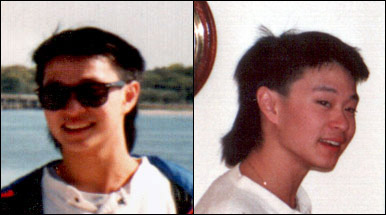
Um homem com um mullet em 1992.

Após o muito divulgado enredo da DC Comics de 1992, no qual o Super-Homem aparentemente morreu, o personagem retornou ao enredo seguinte de 1993, "Reign of the Superman", no qual foi retratado com um mullet. O projeto cinematográfico cancelado do Super-Homem, Superman Lives, teria retratado o Super-Homem com um mullet.
A banda de punk rock Vandals cantou sobre os mullets usados por cantores de música country e convidados do The Jerry Springer Show e listou nomes regionais para o estilo na canção de 1998 "I've Got an Ape Drape". Em 1997, a banda gay punk Pansy Division lançou o seu single "Hockey Hair" em Vancouver, Canadá, sobre este penteado.
O vocalista Wesley Willis escreveu e lançou a faixa "Cut the Mullet" em 1998 e tocava-a frequentemente em espetáculos ao vivo.

### Década de 2000
O filme American Mullet de 2001 documenta o fenómeno do penteado mullet e as pessoas que o usam.
No mesmo ano a Universal Records (Canadá) lançou o álbum Mullet Years: Power Ballads, uma coleção de baladas de hard rock.
Este penteado tornou-se popular na subcultura bogan na Austrália e na Nova Zelândia.

### Década de 2010
O mullet foi proibido no Irão como um dos estilos constantes numa lista de “cortes ocidentais decadentes” e “não-islâmicos”.
O mullet voltou aos holofotes em 2015 pelo ídolo do K-pop G-Dragon durante a Made World Tour da sua banda BIGBANG. Baekhyun do EXO também exibiu um mullet na promoção da música de 2017 do grupo "Ko Ko Bop". Artistas de K-pop que usaram mullets incluem Zico do Block B, Song Min-ho, Nam Joo-hyuk, Dean, Chan e Han do Stray Kids, N do VIXX, Himchan do BAP, Woozi e The8 do Seventeen e V do BTS .
O mullet também experienciou um renascimento nos desportos americanos. Depois de vencer Copas Stanley consecutivas, Phil Kessel foi visto no campo de treino dos Pittsburgh Penguins em setembro de 2017, trazendo o mullet de volta às suas raízes nativas do hóquei em Pittsburgh (Jaromir Jagr usou um mullet com os Penguins na década de 1990). Da mesma forma, o treinador principal de futebol americano dos Oklahoma State Cowboys and Cowgirls, Mike Gundy, usou mullet a partir do início de 2017; a popularidade do seu mullet supostamente rendeu milhões de dólares ao estado de Oklahoma em receitas de marketing. Além disso, de 2010 a 2015, Patrick Kane, dos Chicago Blackhawks, popularizou o "mullet dos playoffs", uma alternativa à tradicional barba dos playoffs da NHL. O então running back dos Pittsburgh Steelers, James Conner, começou a usar mullet em 2018, continuando a tradição Yinzer do penteado no oeste da Pensilvânia. O renascimento também se estendeu à Austrália no final de 2010, com o jogador de futebol australiano Rhyan Grant tornando-se amplamente conhecido pelo seu corte de cabelo mullet a ponto de ser incluído no videojogo FIFA 20.

### Década de 2020
Em setembro de 2020, a i-D denominou 2020 como "o ano do mullet", atribuindo o seu boom de popularidade aos confinamentos do COVID-19 e ao encerramento prolongado de salões de cabeleireiro. Num artigo para a Vice Media, todos os adolescentes que usavam mullet que foram entrevistados descreveram o corte de cabelo como uma piada, com um deles afirmando: "Há uma ironia no corte de cabelo mullet. É um corte de cabelo repugnantemente nojento, o que significa que é definitivamente usado de forma irónica". Magda Ryczko, fundadora de uma barbearia em Brooklyn, observa que os mullets permitem uma aparência frontal profissional para reuniões Zoom da era COVID-19, ao mesmo tempo que mantêm uma aparência mais bagunçada e divertida fora da camera, quando a secção traseira mais longa do cabelo pode ser revelada. Um campeonato nacional anual de mullet dos EUA começou em 2020. A versatilidade do taper fade modernizou o mullet clássico, conferindo-lhe um visual mais limpo (em inglês:  clean).
Em julho de 2023, o cantor mexicano Peso Pluma chamou a atenção pelo seu estilo mullet, penteado que adotou como marca registada durante o seu estrelato como intérprete musical.
Tami Manis, de 58 anos, do Tennessee, recebeu o Recorde Mundial do Guinness por um mullet de 172,72cm de comprimento em agosto de 2023, resultado de não cortar o cabelo há 33 anos.

## Adaptações

### Rattail
O rattail (rabo de rato) é um penteado que consiste em deixar apenas uma mecha de cabelo comprido atrás da nuca para contrastar com o cabelo curto que está preservado. A fechadura é agitada à medida que vai ganhando comprimento e em alguns casos costuma ser trançada, o que faz com que ela, como o próprio nome indica, se assemelhe à cauda de um rato.

### Skullet
O skullet (caveira) consiste em barbear a raspar a parte superior e as laterais do crânio, deixando os longos cabelos na parte de trás da cabeça , ou se for careca, deixe os fios de cabelo nas laterais na mesma altura das orelhas.

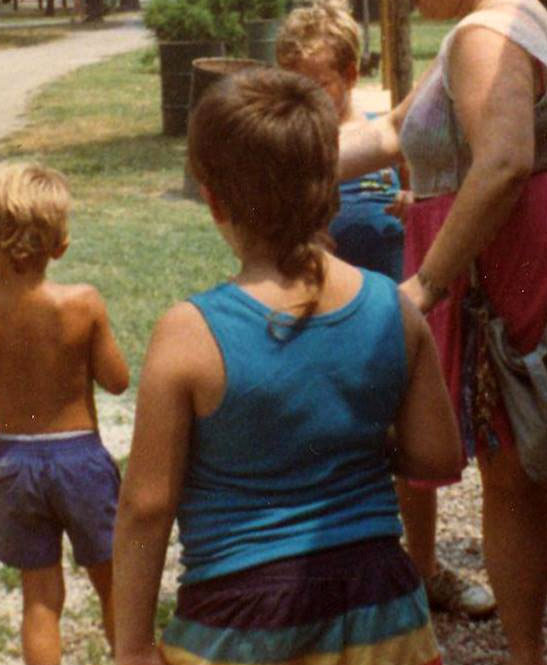
Rattail.
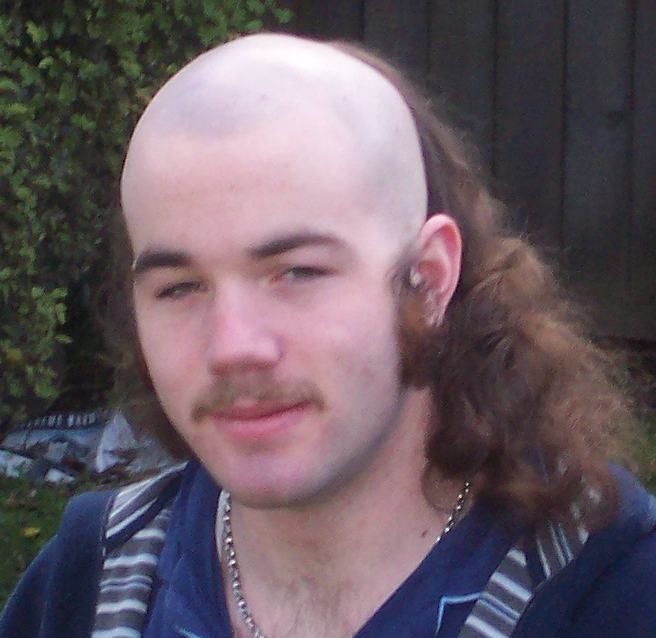
Skullet.

## Na cultura popular
Em 2019, Kiefer Sutherland foi amplamente divulgado, com base numa entrevista ao Yahoo!, ser o instigador involuntário do estilo devido às exigências do diretor para o seu papel principal no filme de 1987 The Lost Boys. Ele também confirmou que parte da inspiração para o seu penteado veio de Billy Idol. Em entrevistas à imprensa de 2022 marcando o 35º aniversário do filme, Sutherland contou novamente a história.
No terceiro episódio de Cheers de outubro de 1982, intitulado "The Tortelli Tort", Sam diz a Diane "Não tens clientes para atender, cabeça de mullet?"

No episódio de dia 5 de abril de 2024 do programa da SIC Radical Irritações, José de Pina mostrou-se "contra" o regresso da moda dos mullets, tendo afirmado:
| “ | É uma moda trashy-chic. Irrita-me porque parece tudo falso. É que antes as pessoas eram gozadas por usar isto. E agora? | ” |